# India Security Press

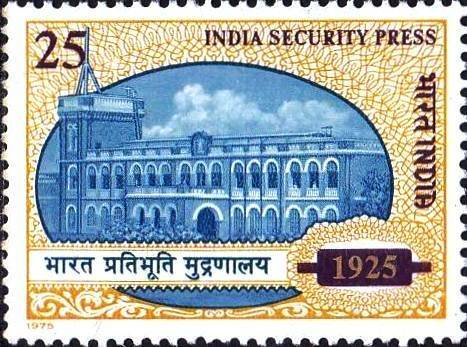
Timbre indien édité en 1975 à l'occasion du 50ème anniversaire de l'India Security Press, représentant son bâtiment princiaple

L'India Security Press est une imprimerie gouvernementale, filiale de la Security Printing & Minting Corporation of India Limited (en) (SPMCIL), une entreprise publique du gouvernement indien. La société est chargée d'imprimer les passeports, les visas, les timbres-poste, les cartes postales, les lettres internes, les enveloppes, les adhésifs non postaux, les frais de justice, les timbres fiscaux et Hundi dans le pays.
L'imprimerie est située près de la ville de Nashik dans l'État du Maharashtra en Inde.